# Velika nagrada Frontieresa 1932
Velika nagrada Frontieresa 1932 je bila osma neprvenstvena dirka v sezoni Velikih nagrad 1932. Odvijala se je 15. maja 1932 v belgijskem mestu Chimay.

## Rezultati

### Dirka
| Poz | Dirkač            | Moštvo    | Dirkalnik               | Krogi | Čas/Odstop |
| --- | ----------------- | --------- | ----------------------- | ----- | ---------- |
| 1   | Arthur Legat      | Privatnik | Bugatti T37A            | 15    | 1:23:18    |
| 2   | Emile Cornet      | Privatnik | Bugatti T35             | 15    | 1:29:38    |
| 3   | »Herbeaux«        | Privatnik | Bugatti T37             | 15    | 1:31:57    |
| 4   | Constant Lauvaux  | Privatnik | Bugatti T37             | 15    | 1:34:31    |
| 5   | Freddy Thélussen  | Privatnik | Chrysler 75             | 15    | 1:40:33    |
| 6   | Georges Puissant  | Privatnik | Bugatti T37A            | 15    | 1:48:14    |
| 7   | »Flipo«           | Privatnik | Lorraine-Dietrich B.3.6 | 15    | 1:49:55    |
| Ods | Georges Bouriano  | Privatnik | Bugatti T35B            | 11    |            |
| Ods | »Beugnies«        | Privatnik | Mathis-Emysix           | 2     |            |
| Ods | Willy Longueville | Privatnik | Bugatti T35B            | 1     |            |